# Ведарамбха
Ведарамбха или Праишартха – одна из 16-ти санскар, совершаемых индусами. Она обозначает начало изучения Вед учеником. 
Хотя впервые ведарамбха упоминается ещё в «Вьяса-смрити» (I, 14), тем не менее она является одной из самых поздних санскар. В жизни праведного индуса она шла между упанаяной и самавартаной. 
Сначала выбирался благоприятный день, в который затем проводился целый ряд подготовительных ритуалов. Затем зажигался священный жертвенный огонь, а ученик по приглашению своего учителя садился на запад от огня. Посредством последнего приносили как жертву две ложки масла богам, которые определялись в зависимости от конкретной Веды, которую собирались изучать. Далее шла хома для Брахмы, Праджапати и Чхандаса, преподносилась дакшина брахману и само обучение начиналось.